# Adolf Lotter
Adolf Lotter (Praag, 4 december 1871 – Londen, 1942) was een Tsjechisch componist, arrangeur, tubaïst en contrabassist.

## Levensloop
Lotter studeerde contrabas bij František Černý en compositie bij Antonín Dvořák aan het Státní konservatori hudby v Praze, het Conservatorium van Praag. In 1892 won hij de compositiewedstrijd in Debrecen met zijn compositie Turkische mars, die daarna werd aanvaard door de Turkse Sultan Abdülhamit II en Lotter werd daarvoor onderscheiden als officier in de Orde van Mejidie (4e classe). 
In 1894 vertrok hij naar het Verenigd Koninkrijk en kwam op 14 december 1894 in Londen aan. Hij werd contrabassist en tubaïst bij het Queen's Hall Orchestra (1898-1938) en speelde verder in het London Symphony Orchestra, de London String Players, het Guildford Symphony Orchestra en het Glyndebourne Festival Orchestra (1935-1936). Lotter ontwikkelde zich tot een van de vooraanstaande contrabassisten van zijn tijd en speelde onder leiding van bekende dirigenten zoals Sir Henry Wood, Richard Strauss, Felix Weingartner en Sir Thomas Beecham.
Als componist schreef hij werken voor orkest, harmonieorkest, kamermuziek en piano. Bij de Londense muziekuitgeverij Hawkes & Son was hij vanaf 1899 muzikaal adviseur.

## Composities

### Werken voor orkest
- 1904 The Coons' Patrol, karakterstuk
- 1907 A southern wedding, humoristische sketch
- 1907 L'Heure suprême, wals voor orkest
- 1907 Manuella, Intermezzo - Two step
- 1911 Klytemnestra, romantische wals voor orkest
- 1913 The Ragtime Bass Player, voor contrabaskwartet en orkest
- 1914 In sweet Ovoca, wals voor orkest
- 1915 Balmoral, valse écossaise voor orkest
- 1915 Carpathian mountains, Roemeense melodieën voor orkest
- 1915 Kolo - Serbian national dance, voor orkest
- 1915 Meditation - angels of peace, voor orkest
- 1915 The white Czar, Russische mars voor orkest
- 1916 A Little Love Story, voor piano, harmonium en strijkorkest
- 1916 Angels of Peace, meditatie voor piano, harmonium en strijkorkest
- 1916 Gallant Serbia, mars
- 1916 Idylle Slovaque, voor piano, harmonium en strijkorkest
- 1918 The tank ride, karakteristieke impressie
- 1926 Nevin's rosary, voor orkest
- 1927 At the summit of St. Bernard - idyl from "Tableaux vivants" no.4, voor orkest
- 1930 My little Billiken, two-step voor strijkorkest
- 1932 Hungariana - Fantasia on Johannes Brahms' Hungarian Dances, voor orkest
- 1933 Morning serenade - Aubade, voor orkest
- 1935 The chimes of Glo'ster, idyll voor orkest
- 1936 Moto Perpetuo, voor strijkorkest
- 1936 Tyroleana - echoes from Kitzbühel, voor orkest
- 1938 Uncle Kreutzer - Kreutzer's famous violin study in C major, voor strijkorkest
- 1939 Air de ballet, voor strijkorkest en harp (of piano)
- 1939 Two Ukrainian pictures, voor orkest
- 1939 Darby and Joan, intermezzo romance voor viool, contrabas en strijkorkest
- Glory Of Russia
- In sweet Ovoca, wals
- Nights of Gladness
- Slavonic Scherzo
- Song of despair, zigeuner romance
- Star of Love

### Werken voor harmonieorkest
- 1907 Manuella, Intermezzo - Two step
- 1908 The Peacemaker, mars
- 1912 Entry of the Bulgars, Slawische mars
- 1914 My little billiken, Two step
- 1914 Ojeadas, tango
- 1914 Three blind Mice, humoristische variaties - bewerkt door Frank Winterbottom
- 1915 Dawn of Freedom
- 1916 Gallant Serbia, mars
- 1918 Dunkirk, mars
- 1918 Three Days, fantasie ouverture
- 1918 Twoo Hindoo Pictures
  1. Approaching and passing a Hindoo temple
  2. The shepherdess of the Himalayas
- 1918 Vision of Electra, wals
- 1919 Great big David, mars
- 1923 Pro patria, mars
- 1923 The immortal choir, voor gemengd koor en harmonieorkest - tekst: Harry Rees
- 1927 Masaryk, op. 56
- 1932 Hungariana - Fantasia on Johannes Brahms' Hungarian Dances, voor harmonieorkest - bewerkt door William J. Duthoit
- 1939 Fantasia Angelica - The Maiden's Dream, beschrijvende fantasie
- Angelus - Evening bells, karakteristieke wals
- Hungaria
- Turkish March

### Vocale muziek

#### Werken voor koor
- 1917 The immortal choir, voor gemengd koor en piano - tekst: Harry Rees

#### Liederen
- 1915 Don't care where if you're there too, voor zangstem en piano - tekst: Harold Simpson
- 1915 I'm the Sun and you're the Snow, voor zangstem en piano - tekst: Harold Simpson
- 1917 My sergeant of the guard, voor zangstem en piano - tekst: J. W. Watson
- 1919 That banjo trot, voor zangstem en piano - tekst: Ralph Roberts
- Bara Du och Jag, voor zangstem en piano - tekst: Carl Gerhard

### Kamermuziek
- 1910 Rouge et noir, valse intermezzo voor altsaxofoon (of tenorsaxofoon) en piano
- The Ragtime Bass Player, voor contrabas en strijkkwartet (of contrabaskwartet)

### Werken voor piano
- 1901 Shamrock II, mars
- 1903 Orion, wals, op. 13
- 1907 L'Heure suprême, Valse lente
- 1909 Angelus - Evening Bells, karakteristieke wals
- 1909 Awakening of Love - Réveil d'Amour, Valse Idylle
- 1910 My little Billiken, Two Step
- 1910 The International Shield, mars
- 1911 Klytemnestra, romantische wals
- 1912 Entry of the Bulgars, mars
- 1913 Vision of Electra, wals
- 1914 In sweet Ovoca, wals
- 1918 Glorious days of old, wals
- 1919 Gallant Serbia

### Pedagogische werken
- Practical Tutor for the Double Bass, voor contrabas